# 56 d'Andròmeda
56 d'Andròmeda (56 Andromedae) és una estrella binària de la constel·lació d'Andròmeda. Té una magnitud aparent de 5,69. Aquest sistema binari està compost de dues estrelles gegants grogues i està localitzat a prop del cúmul obert NGC 752.